# ABA English
ABA English est une académie d'anglais en ligne, dont la méthodologie est basée sur les principes de la méthode directe d'enseignement des langues étrangères. Le cours d’ABA English est disponible en anglais, français, espagnol, italien, allemand, portugais, russe et chinois. En plus de sa version web, ABA English dispose depuis 2015 d’une application pour iOS et Android. 

## Histoire
En 2007, l’American & British Academy est créée pour offrir un cours d’anglais sur internet, conçu à la suite de plusieurs années de recherche et développement par une équipe de philologues, linguistes et experts en IT. En 2013, ABA English 4.0 voit le jour à la suite d'une actualisation complète des contenus et des fonctionnalités du cours, mais continue à conserver l’essence de la méthodologie originelle qui a fait ses preuves. ABA English tire ses origines de l’entreprise Home English, créée dans les années 1970 par Severo Figarola (appartenant aujourd’hui au groupe Planeta). Home English était alors pionnière et leader dans l’enseignement de l’anglais à distance en Espagne.

## Méthodologie
Le cours d’ABA English est basé sur une méthodologie propre qui s’inspire de la méthode naturelle d’apprentissage. Elle consiste à reproduire le processus naturel qui permet d’apprendre sa langue maternelle. Les unités se structurent autour de courts-métrages à visée pédagogique et s’appuient sur des exercices interactifs et des leçons vidéo de grammaire. ABA English propose six niveaux, de Beginners à Business (équivalents aux niveaux A1 à C1 du cadre européen commun de référence pour les langues). Chaque élève a un professeur assigné qui lui apporte son soutien pédagogique. Dans le cadre du programme éducatif les étudiants peuvent solliciter leur professeur pour toutes questions et commentaires.  
La méthode ABA English a été évaluée par des institutions indépendantes, et en 2016 elle est devenue la première académie entièrement digitale autorisée à délivrer les certifications de Cambridge English. De même, des universitaires de l’Université Polytechnique de Valence et de l’Université Pompeu Fabra de Barcelone ont confirmé de manière empirique l’efficacité de l’enseignement d’ABA English ; en étudiant 24 unités sur une période de 3 mois, 7 étudiants sur 10 ont amélioré leurs compétences en anglais d’au moins un niveau.

## Récompenses
En 2015, ABA English a reçu le prix de la « Meilleure application éducative » par Reimagine Education, une initiative de The Wharton School et QS Quacquarelli Symonds dont les prix sont considérés comme les « Oscars de l'Éducation ». En 2016, Google a sélectionné l’application d’ABA English comme « Best of 2016 » (Le meilleur de 2016). En été 2017, le magazine économique Actualidad Económica a désigné ABA English comme l’une des meilleures start-ups d’Espagne.